# ديريك نيكس
ديريك نيكس (بالإنجليزية: Derrick Nix)‏ مواليد 11 ديسمبر 1990 في ديترويت، هو لاعب كرة سلة أمريكي. بدأ مسيرته الاحترافية في سنة 2013. يبلغ طوله 6 قدم 8 بوصة (2.0 م).

## المسيرة الاحترافية
لعب مع في إي إف ريغا في موسم 2013–2014، ثم لعب مع أورليان لواريت في الدوري الفرنسي في موسم 2014–2015، ثم لعب مع شارني سووبسك في سنة 2015، ثم لعب مع نادي فينتسبيلس لكرة السلة في سنة 2016.

## روابط خارجية
- ديريك نيكس على موقع الدوري الأوروبي لكرة السلة (الإنجليزية)
- ديريك نيكس على موقع كرة السلة الأوروبية.كوم (الإنجليزية)
- ديريك نيكس على موقع DraftExpress.com (الإنجليزية)
- ديريك نيكس على موقع كلية كرة السلة في سبورتس رفرنس.كوم (الإنجليزية)
- ديريك نيكس على موقع ريلجم (الإنجليزية)
- ديريك نيكس على موقع بروبوليرز (الإنجليزية)
- ديريك نيكس على موقع سبورتس رفرنس (الإنجليزية)
- ديريك نيكس على موقع سبورتس رفرنس (الإنجليزية)